# Aeonium virgineum

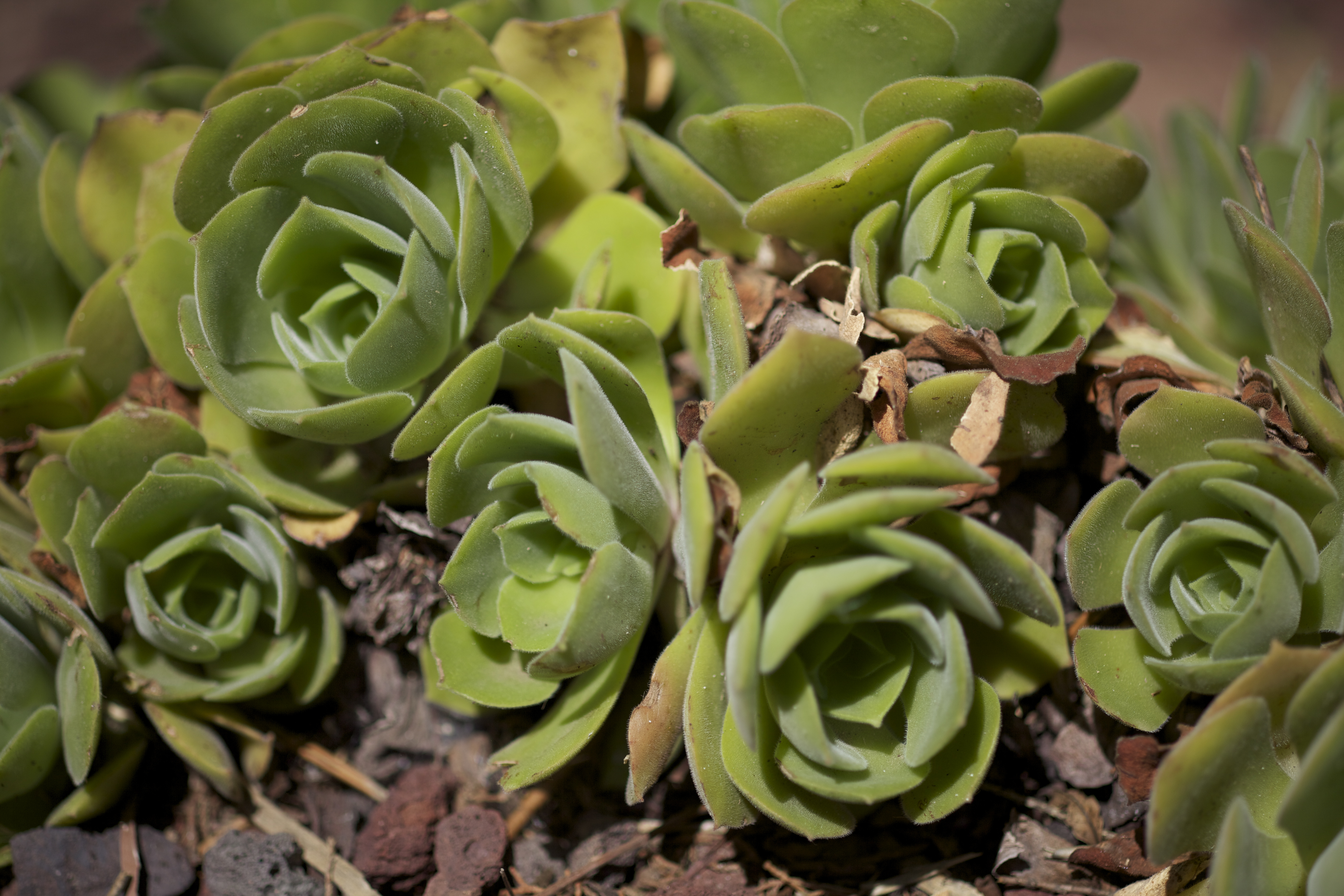
Aeonium virgineum al Jardí Botànic de Barcelona.

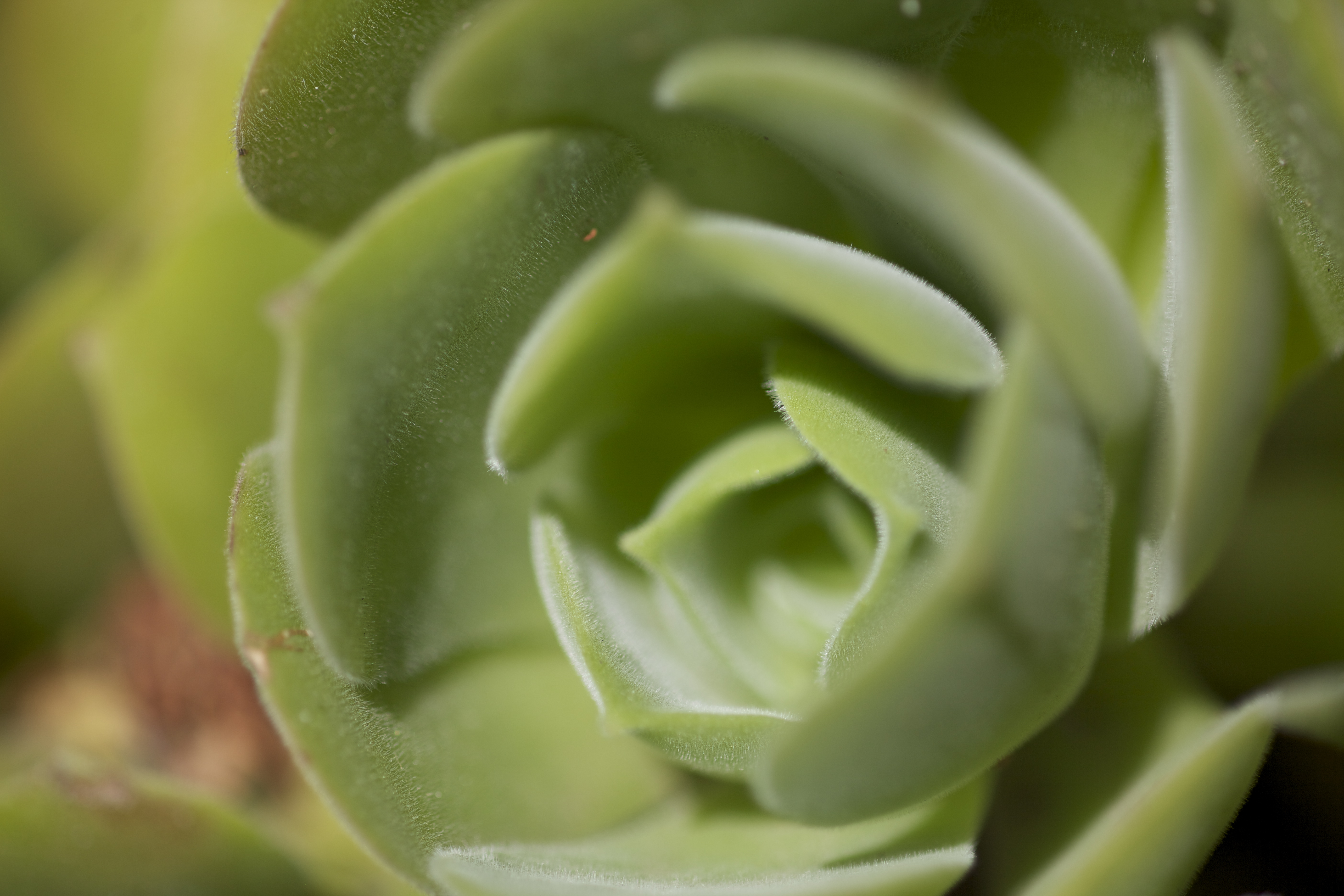
Detall de la planta

Aeonium virgineum és una planta suculenta de la família de les Crassulàcies, nativa de les Illes Canàries.
És considerada un basiònim d'Aeonium canariense var. virgineum (Webb ex Christ) H.Y.Liu.

## Descripció
Com les altres espècies del seu gènere, A. virgineum té un caràcterístic hàbit en roseta, fent tiges estèrils curtes i gruixudes, amb sòlides branques horitzontals i ocasionalment estolons de 25 a 30 cm de llarg. Amb els anys es ramifica abundantment. L'ample de les rosetes arriba a fer els 25 cm de diàmetre. La planta adulta és pilosa per sota, on romanen les bases negroses de les fulles velles, les quals són frondoses a l'àpex amb la roseta perduda i les vores erectes.
Les fulles tenen un color verd intens, que envermelleix amb l'exposició a ple Sol, essent també espatulades, arrodonides i apiculades. Tenen un subpecíol ampli, curt, de 10 a 15 cm de longitud i d'entre 5 i 7,5 cm d'ample. La superfície, el dors i les vores de la fulla mostren pèls glandulars de longitud desigual, essent els més llargs de 0,75 mm.
La floració es produeix entre març i abril. La tija de les flors mesura de 40 i 60 cm d'alçada. És sòlida, glandular-pubescent i frondosa, amb la part més baixa de les fulles àmpliament espatulada i apiculada. Les que ocupen la part superior tenen una forma més circular, i la seva mida decreix fins a formar petites bràctees lanceolades, truncades. La inflorescència mesura fins a 40 cm de llarg i entre 15 i 25 cm d'ample. És ovoide al seu contorn, ampla, amb moltes branques subpatents, que es divideixen cadascuna cap al seu àpex en de 3 a 6 curtes branques de floració dicotòmica.
Els pedicels tenen de 2 a 5 mm de longitud amb els brots florals ovoides i apuntats. Les flors tenen de 6 a 9 pètals, essen 7 la norma. Aquestes són de color groc llimona, amples quan estan obertes, i d'entre 1 i 1,5 cm de diàmetre. El Calze és glandular-pubescent, i té entre 4,5 i 6 mm de longitud. A mitjan camí es talla en segments que són àmpliament lanceolats. Els pètals són lanceolats, oblong-lanceolats, curtament acuminats, lleugerament glandular-pubescents sobre la nervadura del revers, d'entre 7 i 8 mm de llarg, i de color groc llimona verdós cap a la base.
Els estams mesuren entre 5 i 7 mm de longitud, amb els filaments coberts de color groc i les anteres grogues apuntades. Ovaris penjants, verdosos, glabres, de 2 a 3 mm de longitud, i estils de 3 mm de llarg.

## Hàbitat i distribució
A. virgineum és nativa de les Illes Canàries, com la majoria de les espècies d'Aeonium. És localment abundant a Gran Canària i a Tenerife, especialment a la zona més al nord-oest. Se la va identificar per primer cop al "Barranco de La Vírgen" (Gran Canària), on és una de les que més crida l'atenció de la vegetació local. Es distribueix des del nivell del mar fins als 900 m, creixent sobre roques i ocasionalment sobre teulades.

## Taxonomia
Aeonium virgineum Webb va ser descrita per Philip Barker Webb i publicada a Botanische Jahrbücher für Systematik, Pflanzengeschichte und Pflanzengeographie. Leipzig. 9(1): 111 (1887).
Posteriorment va ser renombrada com a Aeonium canariense var. virgineum (Webb ex Christ) H.Y.Liu per Ho Yih Liu i publicada a Syst. Aeonium (Crassulac.)(NMNS, Taiwan, Special Publ. 3) 60 (1989): (1989).

## Observacions
A. virgineum és l'espècie més representativa a Gran Canària del grup relacionat amb Aeonium canariense. Dins l'àmbit dels seu hàbitat natural és fàcil distingir-la de les seves aliades A. canariense i Aeonium palmense per la seva menor mida i la major ramificació del seu hàbit, que crea ocasionalment arbusts de grans rosestesm així com pel lleuger tint vermellós de les seves fulles, la tija de les flors i el calze.
Cap d'aquestes característiques és particularment distintiva fora del seu àmbit; és necessari observar la naturalesa de la pubescència de les fulles, més curtes que a A. canariense i més llarga i menys densa que a A. palmense, per a distingir-la quan no està en flor. Quan les plantes estan en flor, la forma de les escales identifica la planta amb certesa.

## Híbrids
Aquesta espècie es creua amb Aeonium percarneum donant Aeonium x lemsii, que abunda a Cuesta de Silva (Gran Canària).